# Pierre Valade (peintre)
Pour les articles homonymes, voir Pierre Valade.
Pierre Jean Clément Valade, né le 10 septembre 1909 à Poitiers et mort le 17 avril 1971 à Soisy-sous-Montmorency (Val-d'Oise), est un artiste peintre français.

## Biographie
Pierre Valade naît le 10 septembre 1909 à Poitiers,. À l'issue de sa scolarité au lycée, il obtient le Baccalauréat lettres classiques à l'âge de 15 ans. Pierre Valade fait ses premières études artistiques à l'École Municipale des Beaux-Arts de Poitiers, où il suit les cours de Fernand Serreau.
Il est étudiant à l'École des Arts Décoratifs et à l'École des Beaux-Arts de Paris où il est l'élève de Pierre Devambez. Il part pendant un an comme pensionnaire  de l'académie des beaux-arts à la Casa de Velásquez à Madrid. À 23 ans, il obtient le 3e prix de Rome en 1932.
De retour en France, il entre dans l'éducation nationale, comme professeur d'arts plastiques, il aura notamment comme élève Pierre-Pascal Aubin. Conjointement à l'enseignement, il mène durant  toute sa vie une carrière d'artiste peintre indépendant. Il participe ou organise de nombreuses expositions. Agréé par les monuments historiques, il produit diverses œuvres monumentales notamment en 1947, la restauration des fresques monumentales de l'Abbaye de Saint-Savin-sur-Gartempe, qui est considérée comme la Sixtine du Moyen Âge. Cette reproduction est visible à la Bibliothèque d'architecture contemporaine Jean-Louis Cohen de la Cité de l'architecture et du patrimoine au Palais de Chaillot. 
À ses débuts, il peint des scènes de genre monumentales (la Danseuse espagnole, Les Charbonniers, Le Matador...). Il évolue ensuite vers la peinture des paysages, il parcourt diverses régions de France (spécifiquement la Dordogne, la Corse, le marais poitevin, les Pyrénées, la Seine-et-Marne, la Corrèze et la région parisienne) ainsi que l'Espagne.  
Il illustre des livres tels que Le Jardin enchanté d'Annie Couderc (éd. de l'ibis) en 1944, ou La Fleur des antiquités de Paris de Gilles [Corrozet (éd. de l'ibis) en 1945 ou Vieux Moulins de France de Heny Picot à tirage limité (série de 68 aquarelles).
Pierre Valade meurt le 17 avril 1971 à Soisy-sous-Montmorency (Val-d'Oise) près du Lycée Gustave-Monod d'Enghien-les-Bains où il enseignait les arts plastiques en 1967.

## Récompenses
- 3e Prix de Rome en 1932
- Médaille d'argent 1933[4]
- Médaille d'argent 1937[4]
- Prix Robert de Sougé 1944[4]